# Ерік Пірс (хокеїст на траві)
Ерік Пірс (англ. Eric Pearce, 29 жовтня 1931) — австралійський хокеїст на траві.
Срібний призер Олімпійських Ігор 1968 року, бронзовий призер 1964 року, учасник 1956, 1960 років.